# Kim Woo Choong
Kim Woo Choong (김우중) (1936 -2019)  cựu chủ tịch, sáng lập viên Tập đoàn Daewoo, có thể được ghi nhận là một trong những nhân vật mâu thuẫn nhất trong lịch sử Hàn Quốc hiện đại. Hiện nay ở Hàn Quốc có hai luồng ý kiến khác biệt nhau về huyền thoại một thời này.

## Tiểu sử

Kim Woo Choong

Kim Woo Choong sinh ngày 19 tháng 12 năm 1936  ở thành phố Daegu, miền Nam Hàn Quốc. Ông được đánh giá là một người hiểu về kinh doanh toàn cầu, thâm nhập bạo dạn vào thị trường nước ngoài trong thập kỉ 70. Với sự chăm chỉ và hoạt động kinh doanh không ngừng nghỉ, Cựu chủ tịch Daewoo từ việc mua một công ty dệt may nhỏ vào cuối những năm 1960 và 30 năm sau xây dựng nó trở thành tập đoàn công nghiệp lớn thứ hai Hàn Quốc và là một trong những tập đoàn có tên tuổi trên thế giới, góp phần vào đưa kinh tế Hàn Quốc phát triển. Kim đã thiết lập mạng lưới toàn cầu cho tập đoàn Daewoo, mở rộng 589 ngành doanh nghiệp và tạo công ăn việc làm cho hơn 150.000 người trên thế giới: Hãng sản xuất ôtô, tàu biển, các thiết bị điện tử và có nhà máy trên khắp thế giới.
Vào thập niên 1990, ông Kim đã đề ra kế hoạch đưa tập đoàn của ông trở thành một hãng sản xuất ô tô có quy mô toàn cầu. Theo kế hoạch này, Daewoo sẽ cho xuất xưởng 2 triệu ô tô vào năm 2000, trong số đó, một nửa sẽ được sản xuất ở nước ngoài. Bản kế hoạch đã tiến triển khá thuận lợi và trên thực tế, vào năm 1999 số ô tô mang nhãn hiệu Daewoo được sản xuất đã đạt 1,6 triệu chiếc.
Cuối những năm 1990, giá trị xuất khẩu của tập đoàn Daewoo đã đạt đến mức 17,6 tỉ USD/năm, chiếm 13,3% tổng thu nhập về xuất khẩu của Hàn Quốc. Vào thời kì thịnh vượng nhất, Daewoo đã có 320 ngàn công nhân, nhân viên làm việc ở 110 quốc gia khác nhau và đã sản xuất ra đủ thứ như: tàu biển, quần áo, tivi, ô tô, đàn piano, xây cao ốc, các thiết bị hàng không vũ trụ, nho để sản xuất rượu vang Pháp... và nhiều mặt hàng khác.
Người dân Hàn Quốc không ai không biết tới nhãn hiệu Daewoo do ông Kim Woo Choong sáng lập. Trong một thời gian dài (hơn 30 năm), Kim Woo Choong được coi là thần tượng, sự hóa thân diệu kì của nền kinh tế Hàn Quốc. Ông được xem là một điều kì quan đối với nhiều nhà kinh tế học, và là hình mẫu cho giới doanh nhân.
Tuy nhiên, sau cuộc khủng hoảng tài chính châu Á 1997 tập đoàn này phá sản năm 1999 với khoản nợ trên 75 tỉ USD. Cuộc khủng hoảng tài chính châu Á những năm 1997, 1998 đã ập đến giữa lúc chiến lược sản xuất ô tô của ông phải mất một thời gian dài nữa mới thu được lợi nhuận từ những nhà máy mới được xây dựng. Và Daewoo đã sụp đổ với những khoản nợ lên tới trên 75 tỉ USD, mà ông Kim bị cáo buộc là nguyên nhân chính đã gây ra sự sụp đổ này, vì đã thổi phồng tài sản của công ty lên 41 tỉ USD để vay những khoản vốn đầu tư rất lớn cho kế hoạch bành trướng sản xuất ô tô của Daewoo.
Ông cũng bị tình nghi tuồn 20 tỉ USD ra nước ngoài. Ông Kim bị cáo buộc gian lận tài chính quy mô lớn để chống đỡ cho công ty đang gặp khó khăn khi đó. Kim Woo Choong sau đó đã quyết định đi sống lưu vong vào tháng 10 - 1999. Kể từ đó đến tháng 6 - 2005, ông không quay về Hàn Quốc. Sau 6 năm lưu vong, Kim Woo Choong đã quyết định phải trở về quê nhà, dù biết rằng ở nơi đó những hình phạt đang chờ ông.
Ngày 30 tháng 5 năm 2006, tại Seoul, tòa án Hàn Quốc đã tuyên án Kim Woo Choong và 6 lãnh đạo khác 10 năm tù và tổng tiền phạt 22 tỉ USD (riêng ông Kim Woo Choong bị kết án 8 năm rưỡi). Hơn 1 năm rưỡi sau, ngày 30 tháng 12 năm 2007, ông Kim Woo Choong được Nhà nước Hàn Quốc ân xá.

## Đánh giá
Tổng thống Uzbekistan Islam Karimov từng gọi Kim Woo Choong là "Kimghis Khan", so sánh những bước tiến vượt ra khỏi biên giới quốc gia của Kim Woo Choong với Thành Cát Tư Hãn (Genghis Khan), người chinh phục Mông Cổ huyền thoại.
Khi đánh giá về cuộc đời mình, Kim Woo Choong. đã nói rằng: "Lỗi lầm lớn nhất của tôi là quá tham vọng, đặc biệt là trong ngành công nghiệp ô tô. Tôi đã thực hiện nó quá vội vã, gấp gáp, muốn có được tất cả sau 5 năm thay vì 15 năm. Tôi đã đầu tư mà không cần biết đến thị trường và chỉ chăm chăm cho mục tiêu duy nhất: bán càng nhiều ô tô càng tốt".